# トカチョフ・サワ
トカチョフ・サワ（ロシア語: Савва Ткачёв、ロシア語ラテン翻字: Sava Tkachov、1995年10月14日 - ）は、ウクライナ人のYouTuber、元バスケットボール選手。
妻はエリマネ、弟は、ヤン・ユンチョルことトカチョフ・ヤン。
YouTubeではヤンと共に「サワヤン」という名前で活動している。サワポワという名前でも活動している。
主に日本語を話すが、他にもウクライナ語、ロシア語、英語も堪能なマルチリンガルである。

## 経歴

### 生誕
1995年10月14日、ウクライナの首都で病院一のビッグベイビー（55cm）として誕生する。6年後の2001年5月14日、弟トカチョフ・ヤンが誕生した。

### 学生時代
4歳の時に沖縄県に初来日し、その後東京都江東区に移る。
江東区立元加賀小学校、江東区立深川第一中学校、國學院大學久我山高等学校男子部、慶應義塾大学環境情報学部卒業。バスケットボールの選手としても活動しており、2019年から3人制のチーム「TRIANS.EXE」に所属していた。

## バスケットボール
中学からバスケットボールを始めるようになった。新人戦ではチームを国体優勝に導いた。
全国高等学校バスケットボール選手権大会でベスト8を獲得。その後は「ルーキー」というあだ名で恐れられるようになった。
大学生になると3×3チームのTRIANS.EXEに所属。
大学4年生時では慶應義塾大学のキャプテンとなったが、大学のバスケ部で監督やチームメイトから「身勝手だ」と言われるようになり、それに対して反抗。大学4年生時の引退直前、部員と口論になり退部となる。
好きなバスケ選手は、デニス・ロッドマン。

## YouTube
大学卒業後、知り合いの会社に就職するが一年半ほどで退職。兄弟でYouTubeを始めたところ、収益化に成功し、現在は「サワヤン」という名で活動している。 
SAWAYAN CHANNEL / サワヤンチャンネル
メインチャンネルであり、主にドッキリやロシア語で注文してみた、大食い、バスケなどの動画を投稿している。動画は主に、「はい！どーもみなさんこんにちは、サワヤンチャンネルデスターッッッッッシャア！」というあいさつで始まる。
SAWAYAN GAMES / サワヤンゲームズ
ゲーム実況チャンネルで、サワ本人がゲーム実況者であるもこうを尊敬しているため、チャンネル開設以来サングラスをかけたスタイルで『東欧のもこう』という名義で活動している。当初から、もこう本人とは面識はなかったが、2022年夏に初めてもこう本人との対面を果たし、本人から正式に承諾を得た。主に『マリオカート8 デラックス』や『Fall Guys』『世界のアソビ大全51』、人気YouTuber「れじぇくん」とコラボした『Fortnite』などの実況動画が投稿されている。基本的に1日2本動画を投稿している。主に、上記メインチャンネルと同じあいさつで始まる。最近では「プロ野球スピリッツA（エース）」のスマホゲーム実況の動画もあげている。
SAWAYAN OFF / サワヤンオフ
サブチャンネル、不定期に投稿しており、日常的な二人を撮影した動画が多い。

## ゲーム実況

### 台パン
ゲームをプレイしていて、理不尽な負け方をしたり失敗してしまうと思わず台を叩いてしまう「台パン」が若者に大ウケし、人気を集めている。また、実況動画撮影中での演出による「台パン」の音が近隣に響いてしまい、床に防音マットもひくもマンションの下の階の住民に部屋でバスケットボールをしていると勘違いされ、音に迷惑した住民が部屋まで怒鳴り込んでくることもあった。台パンのしすぎで手を負傷することや、台を破壊してしまうこともあった。

### マリオカート8 デラックス
『マリオカート8 デラックス』での愛用キャラクターはもこうが使用していたしずえで、他にもワルイージ、過去にはベビィマリオ、ほねクッパ、ルイージ、ルドウィッグ、メタルマリオ、キングテレサも使っていた。2023年10月に「大会で1位取れなかったらマリオカートを引退する」と言った。結果は1位を取れなかったため、10月下旬ごろからはマリオカート8デラックスの実況動画は投稿を休止していたが、2024年1月11日に約2か月ぶりに投稿した。
毎日18時と22時に投稿しており、18時は主に『マリオカート8 デラックス』、22時は『プロ野球スピリッツA』『スイカゲーム』『バイオハザードシリーズ』『ポケモントレーディングカードゲーム』などを投稿している。最近は毎日投稿はせず時々休むようにしている。

### デスターカップ
2022年3月27日にSAWAYAN GAMESのチャンネル登録者100万人突破を記念して、サワヤン主催のデスターカップが開催された。はじめしゃちょー、フォーエイトのわかゔぁとアマリザ、ポッキー（ゲーム実況者）、水溜りボンドのカンタ、ばんばんざいのぎし、きりたんぽ、RaMu、伊織もえ、えなこが出演し、カンタのチームが優勝。

### ゲーム内の“確定演出”
SAWAYAN GAMESでは、“確定演出”として、NCS（No Copyright Sounds）やTheFatRatなどの音楽を駆使し、1位を取るときや1位を取れそうで取れないとき（ネタ）などで Alan WalkerのSpectreなどの曲を使用。

### コラボ動画
上記の“デスターカップ”にもある通り、はじめしゃちょーやコムドットなどの人気YouTuberやとれいん。、GzkぎぞくやKF25など実力派マリオカート実況者やマリオカートの日本代表ともコラボしている。

## 2022年ロシアによるウクライナ侵攻
2022年にロシアのウクライナ侵攻が始まって以後、サワ本人やサワの父に対する誹謗中傷があり、サワは「非常に不愉快」と語っている。また、サワと弟・ヤンが義勇兵に志願したり父が出兵したりするなど、状況は深刻である。
2022年3月5日に行ったゲーム『マリオカート8 デラックス』の実況生配信でスーパーチャット総額358万円を集め、日間ランキングで世界1位になったことを発表した。3月7日、平和祈念のためにウクライナ大使館の寄付口座に振り込んだことをTwitterで報告している。
3月8日には自由民主党広報本部長の河野太郎と対談した。また、3月31日にはニコ生にて日本外国特派員協会の記者会見を行った。

## 私生活

### 人物
- 好きな芸能人は浅野忠信とGACKT。高校生の時は黒木メイサのファンで写真集も持っていた。[22]
- 好きな食べ物はごま油、甘いもの。[23]
- 好きな音楽はMOROHAの『革命』。ハマったきっかけはYouTubeを始めたての頃友人から聴かされて、そこからモチベーションアップ曲になった。他にもColdplayのThe Scientistやクラシック音楽など、幅広いジャンルの音楽を好むとのこと。[24]
- 末端冷え性。[25]
- ラッキーナンバーは2。[26]
- 座右の銘は孔子の天才は努力する者に勝てず、努力する者は楽しむ者に勝てない[27]

2018年4月から2019年12月まで企業にて勤めていたが、自分にしかできないことをしたい
と思ったことをきっかけにサラリーマンを辞めてYouTuberになることを決意したとのこと。

### エリマネ
サワの妻。大阪府大阪市出身で身長175cm。動画内ではサングラスとマスクで顔を隠してたまに登場することがある。サワとエリマネは、サワが大学在学中に当時アルバイトしていた銀座の衣料品店で出会い、その後約6年間交際し、2022年2月22日に入籍した。その後サワが動画で入籍したことを報告した。
ヤン曰くエリマネは、お笑いセンスが高く、料理もそこそこ上手とのこと。
2022年10月に結婚式を行った。
サワの私生活などを紹介するハゲーバブログを管理している。
サワヤンチャンネルでの主な業務はブログ投稿とスケジュール管理。

### その他交友関係
SASUKE完全制覇者の森本裕介と会社の元同僚ということで親交があり、森本とSASUKE新世代の日置将士のYouTubeチャンネルに出演。そりたつ壁やサーモンラダー等で高いポテンシャルを見せ、SASUKE出場に意欲を見せた。
おなじくYouTuberであるカノックスターと仲が良く、カノックスターが結婚した際には婚姻届の証人にもなっている。

## 出演

### テレビ
- お父さん、私、この人と結婚します！(2022年10月29日、BS松竹東急)  - 第三話ゲスト出演　彼氏ピエール役[39]

- 霧の火 樺太・真岡郵便局に散った九人の乙女たち（2008年8月25日、日本テレビ）- 使用人アンドレイ 役
- コンフィデンスマンJP（2018年4月16日、フジテレビ）- 通訳 役
- オードリーさん、ぜひ会ってほしい人がいるんです。（2020年6月8日、中京テレビ）- 自信を失った高スペック男[2]
- ZIP(日本テレビ)  - インタビュー出演[40]
- Ｃoca-Cola STAGE:0 GAME PARTY2021(Fall Guys) GAME PARTYゲストプレイヤー
- news zero  (2022年2月25日、日本テレビ) - インタビュー出演

### ミュージック・ビデオ
- BOYSTYLE「ココロのちず」（2004年11月17日）- 男の子 役

その他
Wiiのパンフレットの表紙